# منظمة التعاون الوطني للمواقع التاريخية الخاصة بالمرأة
التعاون الوطني للمواقع التاريخية الخاصة بالمرأة (NCWHS) هي منظمة أمريكية غير ربحية تقوم على العضوية وتهدف إلى تعزيز تاريخ المرأة والحفاظ عليه وتأويله من خلال المتاحف والمواقع التاريخية. تضع منظمة التعاون الوطني للمواقع التاريخية الخاصة بالمرأة نصب عينيها هدف المساعدة في ضمان «الحفاظ على الأماكن والمواقع التي تشهد بإسهام المرأة في الحياة الأمريكية وتأويلها وكذلك إظهار إسهامات المرأة في التاريخ بشكلٍ واضح بحيث يتم تثمين خبرات المرأة وقدراتها كما ينبغي.»; تُصدرالمنظمة مطبوعات (الكشف عن تاريخ المرأة: أفضل الممارسات في المواقع التاريخية وتاريخ المرأة: المواقع والموارد); وتستضيف ورش عمل وندوات عبر الإنترنت وتعرض لوحات في المؤتمرات المهنية وتشجع على تطوير مسارات التراث وتخلق وتشارك الموارد التي تستهدف مساعدة المؤرخين على تضمين تاريخ المرأة في المواقع التاريخية بشكل أفضل. ويتم وضع هذه البرامج غالبًا بالشراكة مع منظمات التاريخ الأخرى، ومنها إدارة الحدائق الوطنية ومشروع التاريخ الوطني للمرأة ومنظمة المؤرخين الأمريكيين وغيرها من وكالات الحماية ومنظمات التاريخ القائمة على العضوية بالإضافة إلى مجموعة من المواقع التاريخية وتهدف إلى بسط ودعم الطرق التي يتم من خلالها مشاركة تاريخ المرأة مع الجماهير.
تم إنشاء منظمة التعاون الوطني للمواقع التاريخية الخاصة بالمرأة في أكتوبر من عام 2001 من قِبل ممثلين عن أكثر من عشرين موقعًا تاريخيًا متصلاً بالمرأة الأمريكية وعشرين منظمة أخرى كرَّست جهودها للحفاظ على تاريخ المرأة; فعندما لاحظ الأعضاء المؤسسون أن نحو 4% فقط من المواقع التاريخية في البلاد هي من قامت بنشر موضوعات في تاريخ المرأة، وضع الأعضاء نصب أعينهم دعم جهود الجماعات المحلية الصغيرة الرامية إلى نشر وجود تاريخ المرأة في مجتمعاتهم من خلال المساعدة في تشكيل الشبكات ومن خلال القيام بدور مركز لتبادل المعلومات والموارد. وتضم منظمة التعاون الوطني للمواقع التاريخية الخاصة بالمرأة اليوم بين أعضائهاأمناء متاحف ومترجمين ومديرين واستشاريين في التاريخ وأعضاء في هيئات التدريس وطلاب ومجموعة من خبراء التاريخ، فضلاً عن المتاحف والمواقع التاريخية وأعضاء من عامة الناس. ويُدير المنظمة مجلس إدارة يرأسه هيذر هايك. ويوجد مقر منظمة التعاون الوطني للمواقع التاريخية الخاصة بالمرأة في متحف ومنزل سيول بيلمونت.

## وصلات خارجية
- Official website

## كتابات أخرى
- Heather A. Huyck, Women's History: Sites and Resources (University of Illinois Press, 2010).
- Polly Welts Kaufman, National Parks And the Woman's Voice: A History (University of New Mexico Press, 2006), xxii.
- Edward T. Linenthal, “The إدارة المتنزهات الوطنية and Civic Engagement,” Vol 28 No 1 The Public Historian (Winter 2006), 123-29.
- Linda Witt, “National Collaborative for Women's History Sites Celebrates First Anniversary,” Organization of American Historians (November 2002).
- Anne Whisnant, et al, Imperiled Promise: The State of History in the National Park Service (Organization of American Historians, 2011), 66.